# The Hair of the Hound
The Hair of the Hound è una raccolta di video della cantante Kate Bush pubblicata su VHS e laserdisc nel 1986 per promuovere il suo album Hounds of Love. La raccolta presenta quattro videoclip ed è stata seguita nel 1987 dalla raccolta di video The Whole Story. Nel videoclip di "Cloudbusting" compare l'attore Donald Sutherland al fianco di Kate Bush.

## Tracce
1. Running Up That Hill – 4:58
2. Hounds of Love – 2:56
3. The Big Sky – 4:42
4. Cloudbusting – 5:08